# 그레이즈 인

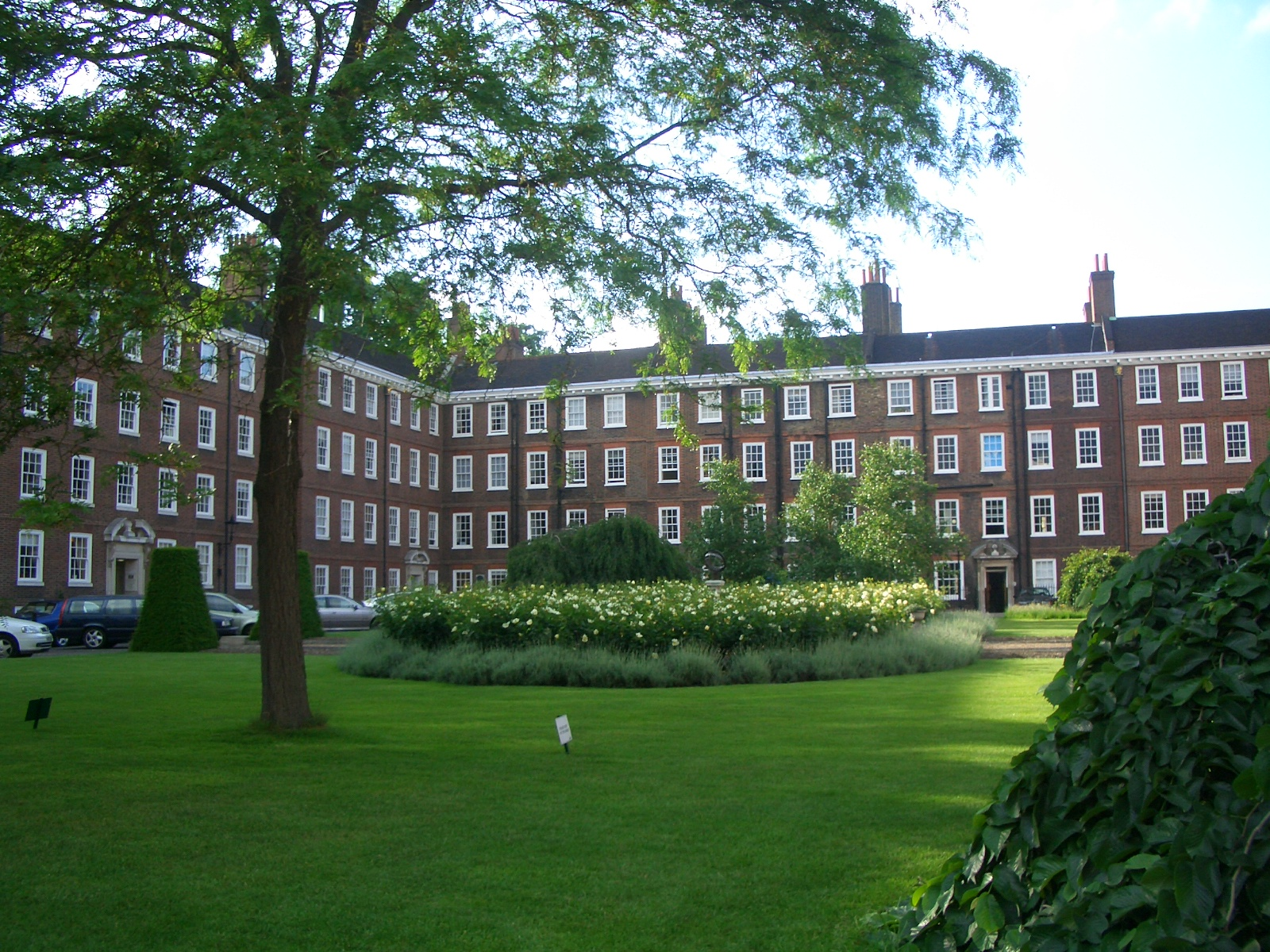
런던 그레이즈 인 광장

그레이즈 인(Gray's Inn, Honorable Society of Gray's Inn)은 런던에 있는 4개의 인스오브코트(Inns of Court, 변호사와 판사를 위한 전문 협회이자 법학회관) 중 하나이다. 잉글랜드 웨일스에서 변호사로 활동하기 위해 변호사로 부름을 받으려면 개개인은 이러한 인(inn) 중 하나에 속해야 한다. 런던 중심부의 하이 홀본(High Holborn)과 그레이즈 인 로드(Gray's Inn Road)의 교차점에 위치한 인은 전문 기관으로 변호사를 위한 사무실과 일부 주거용 숙소를 제공한다. 이는 벤치 마스터(즉, "벤처")로 구성되고 1년 임기로 선출된 재무관이 이끄는 "펜션"(Pension)이라는 운영 위원회에 의해 통치된다. 인은 적어도 1597년부터 존재해 온 정원("웍스", Walks)으로 유명하다.